# D.I.C.E. Awards 2016
A 19.ª cerimônia de entrega dos D.I.C.E. Awards (ou D.I.C.E. Annual Awards 2016, no original em inglês: 19th Annual D.I.C.E. Awards) foi uma transmissão produzida pela Academia de Artes e Ciências Interativas (AIAS) que premiou os melhores artistas, designers, produtores e programadores das produções desenvolvidas pela indústria de jogos eletrônicos no ano de 2015. A cerimônia foi realizada no Mandalay Bay Convention Center em Las Vegas, Nevada. Durante a cerimônia, a AIAS distribuiu prêmios em 22 categorias. A cerimônia foi transmitida nos Estados Unidos pela PMC em uma parceria plurianual com a revista Variety. Assim como no ano anterior, o comediante, ator e escritor americano Pete Holmes permaneceu como o anfitrião da cerimônia. Os produtores do evento foram Terrence Myers, Martin Rae e Carter Reese, com a realização sendo feita por Rob Talbert.
Na cerimônia, Fallout 4, Ori and the Blind Forest, Rocket League e The Witcher 3: Wild Hunt empataram no número de prêmios recebidos, com cada um dos quatro jogos recebendo três prêmios no total. Fallout 4 da Bethesda Game Studios foi consagrado com o maior prêmio da noite, de Jogo do Ano, marcando a segunda vez que a desenvolvedora americana vence a categoria. Todd Howard, diretor e produtor executivo do jogo, também ganhou o prêmio de Conquista na Direção de um Jogo, marcando sua segunda vitória na categoria. Hideo Kojima, criador da série de jogos Metal Gear, recebeu o prêmio honorário de Hall da Fama da AIAS, sendo o vigésimo primeiro a receber o prêmio honorário, com o cineasta, roteirista e produtor mexicano Guillermo del Toro apresentando a categoria. Satoru Iwata, que faleceu no ano anterior, foi homenageado pela Academia com o prêmio de Conquista Vitalícia por todos seus feitos na Nintendo, começando no papel de programador até se tornar o diretor executivo da empresa em 2002. O Microsoft Visual Basic também foi reconhecido pelo prêmio de Impacto Técnico por todas suas inovações únicas que contribuíram para o progresso contínuo da mídia interativa.

## Visão geral
Como ocorreu nos anos anteriores mais recentes, a 19.ª cerimônia anual do D.I.C.E. Awards foi realizado no segundo mês de um ano, ocorrendo em 18 de fevereiro de 2016. Martin Rae, presidente da Academia de Artes e Ciências Interativas, disse ter ficado feliz pela maior diversidade no número de jogos nomeados nas categorias, algo apoiado pelo aumento nas categorias do D.I.C.E. Awards.

## Vencedores e indicados
No D.I.C.E. Annual Awards 2016, 53 jogos receberam indicações, com Rise of the Tomb Raider da Crystal Dynamics liderando a lista dos nomeados com nove indicações. The Witcher 3: Wild Hunt da CD Projekt RED ficou em segundo lugar com oito indicações, seguido por Ori and the Blind Forest da Moon Studios em terceiro lugar com seis indicações, marcando a segunda vez que um jogo independente publicado por uma editora de consoles recebe indicação ao prêmio de Jogo do Ano. A Microsoft Studios e a Square Enix Europe foram as editoras com o maior número de indicações na noite, com cada uma possuindo 17 nomeações no total. A Sony Computer Entertainment ficou em segundo lugar, com 11 indicações.
Os vencedores foram anunciados durante a cerimônia de premiação em 18 de fevereiro de 2016. Pela primeira vez na premiação houve um empate quadruplo nos vencedores, com Fallout 4, Ori and the Blind Forest, Rocket League e The Witcher 3: Wild Hunt ganhando três prêmios cada. Fallout foi o ganhador do prêmio de Jogo do Ano, marcando a segunda vez que a Bethesda Game Studios ganha na categoria desde 2011 com The Elder Scrolls V: Skyrim. Fallout 4 também ganhou os prêmios de Role-Playing/Massive Multiplyer e Conquista na Direção de Jogo, com o último também marcando a segunda vez que o diretor Todd Howard vence a categoria, com a anterior vitória sendo também por The Elder Scrolls V: Skyrim. The Witcher 3: Wild Hunt ganhou o prêmio de Conquista em Design de Jogo, tornando a CD Projekt RED como o primeiro estúdio de jogos polonês a vencer a categoria. O jogo também venceu as categorias de Conquista em História e Conquista em Impacto Técnico. Camilla Luddington ganhou o prêmio de Conquista Notável em Personagem por sua atuação como Lara Croft em Rise of the Tomb Raider, sendo a única categoria vencida pelo jogo na cerimônia, marcando a primeira vez que o jogo com maior número de indicações do D.I.C.E. Awards sai com menos de dois prêmios. Rocket League da Psyonix levou o Prêmio Sprite, ganhando também as categorias de Conquista por Jogabilidade Online e Jogo de Esporte do Ano. Metal Gear Solid V: The Phantom Pain ganhou o prêmio de Jogo de Aventura do Ano, e devido ao encerramento da Kojima Productions original e a não presença da Konami na cerimônia, o prêmio ficou com a AIAS. Star Wars: Battlefront foi o jogo com menor nota crítica a ganhar prêmios pela Academia neste ano, levando as categorias de Jogo de Ação do Ano e Conquista Notável por Design de Som.

### Prêmios
Os vencedores estão listados em primeiro e destacados em negrito.
|  | Indica o ganhador dentro de cada categoria. |

| Jogo do Ano | Conquista na Direção de Jogo |
| --- | --- |
| Fallout 4 – Bethesda Game Studios/Bethesda Softworks - Bloodborne – FromSoftware/SCE Japan Studio/Sony Computer Entertainment - Ori and the Blind Forest – Moon Studios/Microsoft Studios - Rise of the Tomb Raider – Crystal Dynamics/Microsoft Studios/Square Enix Europe - The Witcher 3: Wild Hunt – CD Projekt RED                                         | Fallout 4 – Todd Howard - Life Is Strange – Raoul Barbet e Michel Koch - Rise of the Tomb Raider – Noah Hughes, Brian Horton e Daniel Neuburger - The Witcher 3: Wild Hunt – Konrad Tomaszkiewicz, Mateusz Kanik e Sebastian Stępień - Undertale – Toby Fox                                                         |
| Conquista em Design de Jogo | Jogo de Ação do Ano |
| The Witcher 3: Wild Hunt – CD Projekt RED - Fallout 4 – Bethesda Game Studios/Bethesda Softworks - Her Story – Sam Barlow - Lara Croft Go – Square Enix Montreal/Square Enix Europe - Massive Chalice – Double Fine Productions | Star Wars: Battlefront – DICE/Electronic Arts - Destiny: The Taken King – Bungie/Activision - Helldivers – Arrowhead Game Studios/Sony Computer Entertainment - Just Cause 3 – Avalanche Studios/Square Enix Europe - Splatoon – Nintendo EAD/Nintendo                                                              |
| Jogo de Aventura do Ano | Prêmio Sprite |
| Metal Gear Solid V: The Phantom Pain – Kojima Productions/Konami - Batman: Arkham Knight – Rocksteady Studios/Warner Bros. Interactive Entertainment - Life Is Strange – Dontnod Entertainment/Square Enix Europe - Ori and the Blind Forest – Moon Studios/Microsoft Studios - Rise of the Tomb Raider – Crystal Dynamics/Microsoft Studios/Square Enix Europe | Rocket League – Psyonix - Galak-Z: The Dimensional – 17-Bit - Her Story – Sam Barlow - Kerbal Space Program – Squad (company)/Private Division - Undertale – Toby Fox |
| Jogo de Família do Ano | Jogo de Luta do Ano |
| Super Mario Maker – Nintendo EAD/Nintendo - Guitar Hero Live – FreeStyleGames/Activision - Lego Dimensions – Traveller's Tales/Warner Bros. Interactive Entertainment - Rock Band 4 – Harmonix - Tearaway Unfolded – Media Molecule/Tarsier Studios/Sony Computer Entertainment                                                                                 | Mortal Kombat X – NetherRealm Studios/Warner Bros. Interactive Entertainment - Dead or Alive 5 Last Round – Team Ninja/Koei Tecmo - Rising Thunder – Radiant Entertainment/Riot Games |
| Jogo Portátil do Ano | Jogo para Celular do Ano |
| Helldivers – Arrowhead Game Studios/Sony Computer Entertainment - Earth Defense Force 2: Invaders from Planet Space – Sandlot/D3 Publisher/XSEED Games - Pokémon Super Mystery Dungeon – Spike Chunsoft/Nintendo/The Pokémon Company - Yo-Kai Watch – Level-5/Nintendo                                                                                          | Fallout Shelter – Bethesda Game Studios/Bethesda Softworks - DomiNations – Nexon/Big Huge Games - Lara Croft Go – Square Enix Montreal/Square Enix Europe - Pac-Man 256 – Hipster Whale/3 Sprockets Pty Ltd/Bandai Namco Studios/Bandai Namco Entertainment - The Room Three – Fireproof Studios/Fireproof Games    |
| Conquista Notável em Animação | Conquista Notável em Direção de Arte |
| Ori and the Blind Forest – Moon Studios/Microsoft Studios - Assassin's Creed Syndicate – Ubisoft Quebec/Ubisoft - Batman: Arkham Knight – Rocksteady Studios/Warner Bros. Interactive Entertainment - Rise of the Tomb Raider – Crystal Dynamics/Microsoft Studios/Square Enix Europe - The Order: 1886 – Ready at Dawn/Sony Computer Entertainment             | Ori and the Blind Forest – Moon Studios/Microsoft Studios - Lara Croft Go – Square Enix Montreal/Square Enix Europe - Rise of the Tomb Raider – Crystal Dynamics/Microsoft Studios/Square Enix Europe - The Order: 1886 – Ready at Dawn/Sony Computer Entertainment - Star Wars: Battlefront – DICE/Electronic Arts |
| Conquista Notável em Personagem | Conquista Notável em Jogabilidade Online |
| Rise of the Tomb Raider – Lara Croft - Assassin's Creed Syndicate – Evie Frye - Her Story – Hannah Smith - Life Is Strange – Maxine Caulfield - The Witcher 3: Wild Hunt – Geralt de Rívia | Rocket League – Psyonix - Destiny: The Taken King – Bungie/Activision - Halo 5: Guardians – 343 Industries/Microsoft Studios - Hearthstone: Heroes of Warcraft – Blizzard Entertainment - Splatoon – Nintendo EAD/Nintendo                                                                                          |
| Conquista Notável em Composição de Música Original | Conquista Notável em Design de Som |
| Ori and the Blind Forest – Gareth Coker - Batman: Arkham Knight – Nick Arundel e David Buckley - Metal Gear Solid V: The Phantom Pain – Ludvig Forssell, Justin Burnett e Daniel James - StarCraft II: Legacy of the Void – Jason Hayes - The Witcher 3: Wild Hunt – Marcin Przybyłowicz e Mikołaj Stroiński                                                    | Star Wars: Battlefront – DICE/Electronic Arts - Destiny: The Taken King – Bungie/Activision - Ori and the Blind Forest – Moon Studios/Microsoft Studios - Rise of the Tomb Raider – Crystal Dynamics/Microsoft Studios/Square Enix Europe - The Order: 1886 – Ready at Dawn/Sony Computer Entertainment             |
| Conquista Notável em História | Conquista Notável Técnica |
| The Witcher 3: Wild Hunt – CD Projekt RED - Fallout 4 – Bethesda Game Studios/Bethesda Softworks - Her Story – Sam Barlow - Tales from the Borderlands – Telltale Games - Rise of the Tomb Raider – Crystal Dynamics/Microsoft Studios/Square Enix Europe | The Witcher 3: Wild Hunt – CD Projekt RED - Just Cause 3 – Avalanche Studios/Square Enix Europe - Rise of the Tomb Raider – Crystal Dynamics/Microsoft Studios/Square Enix Europe - Star Wars: Battlefront – DICE/Electronic Arts - The Order: 1886 – Ready at Dawn/Sony Computer Entertainment                     |
| Jogo de Corrida do Ano | Jogo de Esporte do Ano |
| Forza Motorsport 6 – Turn 10 Studios/Microsoft Studios - Need for Speed – Ghost Games/Electronic Arts - Project CARS – Slightly Mad Studios/Bandai Namco Entertainment | Rocket League – Psyonix - FIFA 16 – EA Canada/EA Sports - Madden NFL 16 – EA Tiburon/EA Sports - MLB 15: The Show – SCE San Diego Studio/Sony Computer Entertainment - NBA 2K16 – Visual Concepts/2K Sports |
| Jogo de Estratégia/Simulação do Ano | Jogo de Role-Playing/Multijogador Massivo do Ano |
| Heroes of the Storm – Blizzard Entertainment - Cities: Skylines – Colossal Order/Paradox Interactive - Fallout Shelter – Bethesda Game Studios/Bethesda Softworks - Grey Goo – Petroglyph Games/Grey Box | Fallout 4 – Bethesda Game Studios/Bethesda Softworks - Bloodborne – FromSoftware/SCE Japan Studio/Sony Computer Entertainment - Pillars of Eternity – Obsidian Entertainment/Paradox Interactive - The Witcher 3: Wild Hunt – CD Projekt RED - Undertale – Toby Fox                                                 |

### Prêmios honorários
| AIAS Hall da Fama                                                                                  |
| -------------------------------------------------------------------------------------------------- |
| Hideo Kojima – Criador da franquia Metal Gear                                                      |
| AIAS Conquista Vitalícia                                                                           |
| Satoru Iwata – Produtor de EarthBound, Pokémon Stadium; Ex-presidente da HAL Laboratory e Nintendo |
| AIAS Impacto Técnico                                                                               |
| Microsoft Visual Basic – Prêmio entregue a Scott Ferguson                                          |

## Jogos com múltiplas indicações e prêmios
| Indicações                           | Jogo |
| ------------------------------------ | ---- |
| 9                                    |      |
| Rise of the Tomb Raider              |      |
| 8                                    |      |
| The Witcher 3: Wild Hunt             |      |
| 6                                    |      |
| Ori and the Blind Forest             |      |
| 5                                    |      |
| Fallout 4                            |      |
| 4                                    |      |
| Her Story                            |      |
| Star Wars: Battlefront               |      |
| The Order: 1886                      |      |
| 3                                    |      |
| Batman: Arkham Knight                |      |
| Destiny: The Taken King              |      |
| Lara Croft Go                        |      |
| Life is Strange                      |      |
| Rocket League                        |      |
| Undertale                            |      |
| 2                                    |      |
| Assassin's Creed Syndicate           |      |
| Bloodborne                           |      |
| Fallout Shelter                      |      |
| Helldivers                           |      |
| Just Cause 3                         |      |
| Kerbal Space Program                 |      |
| Metal Gear Solid V: The Phantom Pain |      |
| Splatoon                             |      |

| Prêmios | Jogo                     |
| ------- | ------------------------ |
| 3       | Fallout 4                |
| 3       | Ori and the Blind Forest |
| 3       | Rocket League            |
| 3       | The Witcher 3: Wild Hunt |
| 2       | Star Wars: Battlefront   |

## Apresentadores
As seguintes personalidades, listadas em ordem de aparição, apresentaram categorias de prêmios. Todos os outros prêmios foram apresentados pela locução da Academia.
| Nome               | Função |
| ------------------ | --- |
| Nina Kristensen    | Apresentaram as categorias de Jogo de Ação do Ano e Jogo de Luta do Ano                                              |
| Martin Rae         | Apresentaram as categorias de Jogo de Ação do Ano e Jogo de Luta do Ano                                              |
| Josh Larson        | Apresentaram as categorias de Jogo de Família do Ano e Jogo de Celular do Ano                                        |
| Ryan Green         | Apresentaram as categorias de Jogo de Família do Ano e Jogo de Celular do Ano                                        |
| Troy Baker         | Apresentaram a categoria de Conquista Notável em Personagem                                                          |
| Courtenay Taylor   | Apresentaram a categoria de Conquista Notável em Personagem                                                          |
| John Shepherd      | Apresentou a categoria de AIAS Conquista Vitalícia                                                                   |
| Tim Schafer        | Apresentou as categorias de Conquista Notável em Animação e Conquista Notável em Direção de Arte                     |
| Soren Johnson      | Apresentaram as categorias de Jogo de Role-Playing/Multijogador Massivo do Ano e Jogo de Estratégia/Simulação do Ano |
| Anna Prosser       | Apresentaram as categorias de Jogo de Role-Playing/Multijogador Massivo do Ano e Jogo de Estratégia/Simulação do Ano |
| Guillermo del Toro | Apresentou a categoria de AIAS Hall da Fama                                                                          |
| Richard Hilleman   | Apresentou a categoria de AIAS Impacto Técnico                                                                       |
| Jordan Mechner     | Apresentaram a categoria de Jogo de Aventura do Ano                                                                  |
| Kiki Wolfkill      | Apresentaram a categoria de Jogo de Aventura do Ano                                                                  |
| Amir Rao           | Apresentou a categoria de Prêmio Sprite                                                                              |
| Ted Price          | Apresentaram as categorias de Conquista em Design de Jogo e Conquista na Direção de Jogo                             |
| Randy Pitchford    | Apresentaram as categorias de Conquista em Design de Jogo e Conquista na Direção de Jogo                             |
| Mark Darrah        | Apresentou a categoria de Jogo do Ano                                                                                |